# جورجز لکلانشه
جورجز لکلانشه (انگلیسی: Georges Leclanché؛ زاده ۱۸۳۹ درگذشته ۱۴ سپتامبر ۱۸۸۲) یک شیمیدان اهل فرانسه بود. شهرت عمده وی به دلیل اختراع پیل لکلانشه است که مبنای باتری‌های خشک می‌باشد.